# Гулд, Дэвид
Дэвид (Дейвид) Л. Гулд (англ. David L. Gould; 9 января 1873, Галстон, Айршир — 25 января 1939, США) — шотландско-американский футболист, тренер и судья. Он тренировал сборную США на чемпионате мира 1934 и является членом Национального футбольного зала славы. Он родился в Галстоне, Шотландия.

## Карьера игрока
Гулд рос, играя в футбол в Шотландии до переезда в Соединённые Штаты в 1891 году. На то время ему было восемнадцать лет. Когда он прибыл в США, он начал играть за «Филадельфия Атлетик» в Пенсильванской лиге. В то время как профиль Гулда на сайте Зала славы утверждает, что он играл за «Филадельфия Филлис» в Американской лиге футбольных ассоциаций, не существует никаких записей для обоснования этого утверждения. Эта путаница, вероятно, возникла от того, как имя Гулда было написано в современных газетах. Например, в отчёте матча, в котором Гулд играл за команду «Джон А. Манц» в декабре 1895 года, газета «Philadelphia Inquirer» написала его имя как «Голд», в то время как «The New York Times» написала его имя как «Гулд». Голд сыграл за «Филлис» против «Бостона» 20 октября 1894 года на левом фланге и забил гол в этой игре. К сожалению, отсутствие инициалов не даёт уверенности, был ли этот Голд Дэвидом Гулдом. Гулд играл за многие команды, включая «Джон А. Манц», «Тисл», «Бритиш-Американс» и «Иглс».

## Тренерская карьера
В 1911 году Гулд стал помощником тренера футбольной команды в Пенсильванском университете. Он тренировал команду, пока из-за болезни в 1938 году не был заменён другим будущим членом Зала славы, Джимми Миллсом. Каждый год Пенсильванский университет награждает лучшего футболиста трофеем Дэвида Гулда.
В 1934 году Гулд был назначен возглавить сборную США на чемпионате мира 1934. Так как США опоздали в подаче заявки на участие в турнире, необходимо было сыграть отборочный матч против Мексики в Риме. США выиграли этот матч, но уступили в первом раунде будущему чемпиону, Италии.

## Карьера рефери
В дополнение к своей игровой и тренерской карьере, Гулд также в течение нескольких десятилетий работал судьёй. 13 декабря 1917 года в статье «Boston Globe» говорилось:

Обсуждая судей один магнат-ветеран из Филадельфии сказал, что считает современных судей несравнимыми с теми, которые работали семь или восемь лет назад, такие известные рефери, как Филипп Бишоп, Эдвард Уолдерн, Джеймс Дэнби и Дэвид Гулд были намного лучше.

30 октября 1926 года он был лайнсменом на международном матче США и Канады. Гулд работал президентом Совета судейских экспертиз и Ассоциации судей.